# Tetsuo Nakanishi
Tetsuo Nakanishi (født 8. september 1969) er en tidligere japansk fodboldspiller.
Han har spillet for flere forskellige klubber i sin karriere, herunder Nagoya Grampus Eight og Kawasaki Frontale.